# Jointure (revue littéraire)
Pour les articles homonymes, voir Jointure.
Jointure (sous-titré Poésie et Arts) est une revue littéraire trimestrielle française créée en 1983 (100 numéros publiés de mars 1984 à décembre 2016, en plus du numéro 00 daté de novembre 1983), qui a succédé à la Revue de l'ACILECE, née en 1962 (100 numéros publiés).

## Origines
Jointure a été créée fin 1982-début 1983 par les membres du comité de lecture de la Revue de l'ACILECE, dont Jacques Arnold, Jean-Pierre Desthuilliers, Georges Friedenkraft, Daniel Sauvalle, désireux de faire évoluer cette dernière, en particulier en diminuant la part réservée aux recensions d'ouvrages intéressant le corps enseignant, et faisant passer de 10 % à 70 % l'espace éditorial réservé à la publication d'œuvres poétiques inédites de poètes francophones vivants.
Jointure est dirigée, composée, publiée et diffusée par un collectif regroupant des poètes et des lecteurs.

## Raison d'être
Jointure est une revue littéraire contemporaine et éclectique, centrée sur la poésie francophone vivante.
Elle publie aussi bien des auteurs de poésie contemporaine ou d'avant garde que des tenants des divers classicismes, anciens ou plus récents. Ses fondateurs mettent en application ce principe éditorial : considérant le relativisme des valeurs comme le dogme de la vérité littéraire, toute hiérarchie en ce domaine leur est indifférente.
Elle donne à des auteurs encore inconnus ou peu connus la possibilité de s'exprimer librement, et de se faire connaître, en mêlant leurs travaux à ceux d'auteurs de notoriété régionale, nationale ou internationale.
Une partie de ses chroniques est consacrée aux liens entre l'écriture et d'autres formes d'art, en particulier la gravure et la peinture

## Organisation éditoriale
- Jointure est la réunion de deux médias obéissant à leurs règles propres :
  - Une revue-papier, ISSN 0760-8039, format bibliothèque 15 x 21, pagination comprise entre 52 et 110 pages selon les livraisons, tirée en moyenne à 400 exemplaires. Sa collection représente à ce jour 100 numéros – 6000 pages – . Sa typographie et sa présentation matérielle sont conformes aux règles de l'art, et sa structure éditoriale est construite pour faciliter lecture et consultation.
  - Une revue-écran, qui d'une part récapitule les points essentiels de l'ensemble des revues-papier, avec tables, index, sommaires, etc. , et d'autre part publie en ligne des textes qui ne figurent pas dans les livraisons de la revue-papier.
- La revue est composée chaque trimestre par un comité de lecture, réunissant des auteurs et des lecteurs, et sa fabrication est supervisée par un comité de rédaction qui gère le sommaire et la mise en page, les relations avec l'imprimeur et la distribution aux abonnés et aux libraires.
- Elle est publiée à compte d'éditeur, sans subvention d'aucun genre, et rémunère ses auteurs par un service d'exemplaires justificatifs gratuits et d'exemplaires complémentaires avec une réduction de 50 % sur le prix public.

## Auteurs publiés

### Poètes francophones
Jointure a mis au sommaire de la plupart de ses numéros un dossier sur un poète francophone, le plus souvent contemporain. Ce dossier comporte une présentation critique, des inédits ou d'autres documents caractéristiques, une biographie résumée et une bibliographie arrêtée à la date de parution. 
Ont fait l'objet de tels dossiers :
Pierre Albert-Birot, Gabrielle Althen, Marc Alyn, Silvaine Arabo, Jacques Arnold, Gaston Bachelard, Marie-Claire Bancquart, Gérard Bocholier, Hédi Bouraoui, Jean Breton, Serge Brindeau, Jacques Charpentreau, Marie Chevallier, Christine Clairmont, Georges-Emmanuel Clancier, Maurice Cury, Claude de Burine, Luc Decaunes, Patrice de la Tour du Pin, Jean Desmeuzes, Philippe Dumaine, Micheline Dupray, Pierre Esperbé, Élie-Charles Flamand, Maurice Fombeure, Georges Friedenkraft, Josette Frigiotti, Louis Guillaume, Françoise Hàn, Henri Heinemann, Colette Klein, Monique Labidoire, Werner Lambersy, Jean-Clarence Lambert, Armand Lanoux, Jean L'Anselme, Jean Laugier, Emmanuel Lochac, Nicole Louvier, Armand Lunel, Robert Mallet, Michel Manoll, Michel Martin de Villemer, Yves Martin, Rouben Mélik, Claude Pétey, Philippe Pichon, Paul Pugnaud, Henry Rougier, Jean Rousselot, Nohad Salameh, Louis Savary, Georges Sédir, Simonomis, Pierre Oster-Soussouev, Jean-Pierre Spilmont, Frédéric-Jacques Temple, Anne Teyssiéras, Chantal Viart, Voltaire, Serge Wellens
Des études spécifiques, ainsi que des notes de lectures, ont été consacrées à divers auteurs francophones, tels que :
- Michel Houellebecq[3] ;
- Henri Vincenot ;

### Poètes étrangers
Jointure a publié :
- Des textes et des analyses littéraires à propos de :
  - Briceida Cuevas Cob[4], qui écrit dans une des Langues mayas, le yucatèque
  - Bashō Matsuo, poète japonais du XVIIe siècle, avec plusieurs traductions inédites en français
  - Sept poètes portugais contemporains : Manuel António Pina, Fernando de Oliveira Guimarães (pt), Fernando Echevarría (pt), Fiama Hasse Pais Brandão, Luis Filipe Castro Mendès, Nicolas Fontaine, Paolo Teixeira.
  - Gao Xingjian, Prix Nobel de littérature 2000
  - Jiang Huosheng, poète de Wuhan
  - L'Anthologie franco-espagnole de la poésie féminine de la francophonie
  - Six poètes argentins contemporains : Anahi Mallol, Arturo Carrera, Cecilia Pavon, Francisco Garamona, Laura Wittner, Martin Rodiguez, dossier établi par Silvio Mattoni et adapté en français par Andrea Davoust
- Des versions bilingues langue native | français de poètes contemporains des pays suivants :
  - Espagne : Salomé Molina-Lopez, José-Maria Lopera, Henri-Robert Pérez, Isabel Miguel
  - Italie : Andrea Genovese, Gabriella Pessano, Ferrucio Brunaro, Silvia Ragazzini-Martelli
  - États-Unis : Lee Gurga, Gwen Serriere, David Lanoue
  - Inde : Biswakesh Tripathy, Susheel Kumar Sharma, Har Prasad Sharma
  - Angleterre : Keith Barnes
  - Irlande : Kerry Hardie, représentative de la Poésie irlandaise actuelle
  - Turquie : Üzeyir Lokman Çayci
  - Iran : Azadée Nichapour[5]
  - Slovénie : Boris A Novak
  - Finlande : Kirsti Simonsuuri
  - Suisse alémanique : Leonor Gnos
  - Hollande : Max Verhart
  - Taïwan : Maurus Young

### Dossiers thématiques
Jointure a publié des dossiers spécifiquement consacrés soit à des thèmes relevant de la vie artistique ou spirituelle, soit à des associations ou écoles littéraires contemporaines.
- Thèmes transverses
  - Le treize en poésie
  - Le Tarot de Marseille
  - Le bestiaire des animaux malaimés
  - Les poèmes légers
  - Gémellités, symétries, étreintes
- Collectifs poétiques
  - Les ateliers d'écriture poétique
  - La poésie francophone en Ontario
  - L'europoésie